# Фунмілайо Ренсем-Куті
Фунмілайо Ренсем-Куті (25 жовтня 1900, Абеокута, Нігерія — 13 квітня 1978, Лагос, Нігерія) — нігерійська феміністична активістка, суфражистка, освітянка, політична діячка. Перша з нігерійок стала водити машину і мотоцикл. Вважається головною представницею інтересів жінок в Нігерії. Одна з делегаток, які вели переговори з урядом Британії щодо незалежності Нігерії.
Її діти — музикант Фела Куті, лікар Беко Ренсем-Куті, міністр охорони здоров'я Нігерії Олікойе Ренсем-Куті. Онуки — музиканти Сеун Куті і Фемі Куті.

## Життєпис
Фунмілайо Ренсем-Куті народилася 25 жовтня 1900 року в місті Абеокута в сім'ї Даніеля Олумейува Томаса і Лукреції Філліс Омойени Адеосолу.
Здобула середню освіту в гімназії в Абеокуті, продовжує навчання в Англії. Незабаром повертається до Нігерії, де стає вчителькою. 20 січня 1925 року одружилася з Ізраелем Олудотун Ренсем-Куті, одним з засновників Союзу вчителів Нігерії і Союзу студентів Нігерії.
1968 року Ібаданський університет присудив Ренсем-Куті звання почесної докторки.
Сини Фунмілайо Ренсем-Куті також вели активну громадську діяльність, якою часто викликали невдоволення влади.
1978 року, в ході нападу на Республіку Калакута (комуна, створена сином діячки, Фелою Куті) Фунмілайо Ренсем-Куті викинув з вікна невідомий солдат. У лютому того року вона впала в кому і 13 квітня 1978 року померла.

## Діяльність
Фунмілайо Ренсем-Куті відома насамперед як політична і громадська діячка.
Ренсем-Куті стала однією з перших, хто виступили проти контролю цін, який сильно обмежував торгівчинь Нігерії. В той час торгівля була одним з основних занять жінок в Західній Нігерії. 1953 року Ренсем-Куті заснувала Федерацію товариств жінок Нігерії, яка пізніше вступила в альянс з Міжнародною демократичною федерацією жінок.
Фунмілайо Ренсем-Куті також виступає за надання жінкам прав голосу (суфражизм). Протягом кількох років була членом Національної ради Нігерії і Камеруну, чільної партії Нігерії, проте виключена з партії. Стала президентом Західної жіночої Асоціації НСНК. У 1950-х була однією з небагатьох жінок, обраних до Палати вождів, в той час однією з найвпливовіших організацій Нігерії.
Разом з Еніолою Шоїнкою, матір'ю Нобелівського лауреата Волі Шоїнка, Ренсем-Куті створює жіночу організацію в Абеокуті, учасницями якої стали понад 20,000 осіб. Крім того, Фунмілайо Ренсем-Куті проводить семінари для неосвічених жінок.

### Заборона на поїздки

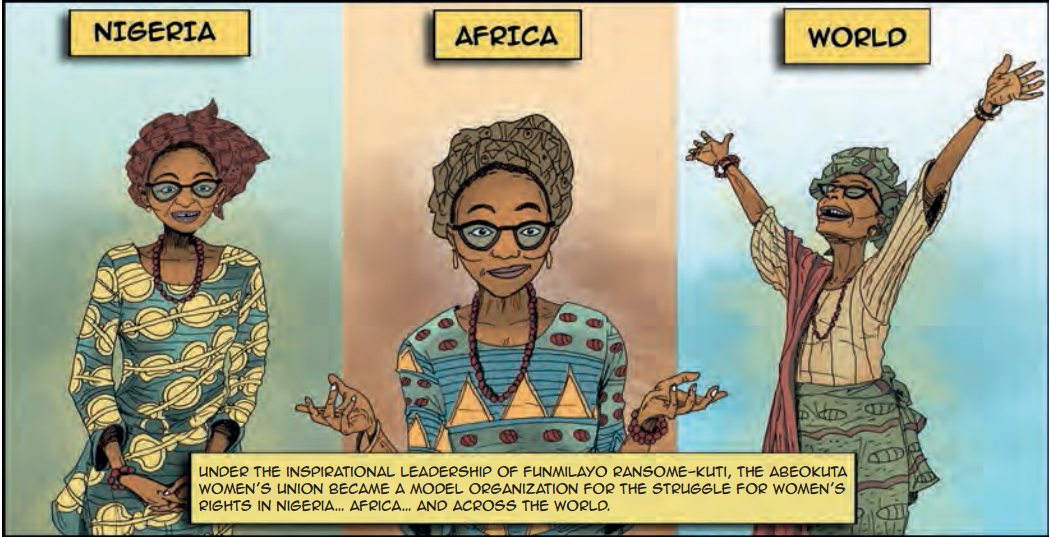
Зображення з «Funmilayo Ransome-Kuti And The Women's Union of Abeokuta»

Як віце-президент Міжнародної жіночої демократичної федерації, Ренсем-Куті багато їздить світом, чим викликає обурення з боку урядів Нігерії, Британії та США. В першу чергу засуджувалися її контакти зі Східним блоком під час Холодної війни. З цієї причини активістці були заборонені поїздки в СРСР, Угорщину і Китай. 1956 року Ренсем-Куті не замінили паспорт, аргументувавши це тим, що Фунамілайо може просувати комуністичні ідеї серед жінок. З тієї ж причини Куті було відмовлено у видачі візи США.

## Пам'ять
- У фільмі «1 жовтня», Кунле Афолаян, 2014, в ролі Фунмілайо — Deola Sagoe[10].